# 貝姫
貝姫（かいひめ、寛永元年（1624年?） - 寛永19年2月15日（1642年3月15日））は、仙台藩第2代藩主伊達忠宗の側室。

## 生涯
通説では櫛笥隆致の娘とされている。
寛永16年（1639年）、仙台藩伊達家では京都留守主居佐藤市兵衛に命じ、忠宗の側室を選定させた。市兵衛は京都の商人象牙屋茂兵衛に周旋させたところ、素性を秘して貝姫を紹介し、同年6月3日茂兵衛の証文で仙台に下ったという。寛永17年（1640年）8月8日、巳之助丸（のちの伊達綱宗）を仙台城二の丸で産む。
寛永19年（1642年）2月15日歿す。享年19。得生院と法諡し、仙台市の善導寺に葬られた。
死去に際し自分の素性を侍婢に告げていたため、櫛笥隆致の娘であったことが判明したという。
姉の櫛笥隆子は宮中に入って後水尾天皇の側室となり、9人の子をもうけた。そのうちの一人の花町宮良仁親王は、111代の後西天皇となった。